# Gigantengrab von Bidistili

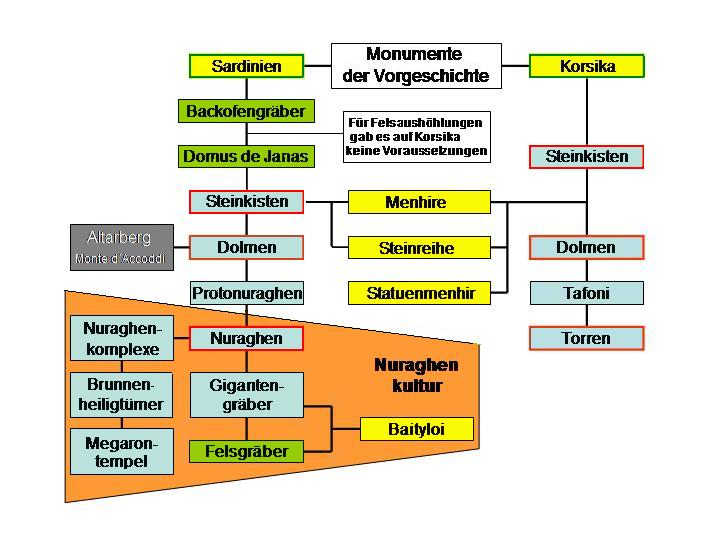
Typenreihe sardisch-korsischer Monumente

Das Gigantengrab von Bidistili (auch „Durane“ genannt) liegt bei Fonni, in der Provinz Nuoro auf Sardinien. Die in  Sardu „Tumbas de los zigantes“ und (italienisch Tombe dei Giganti) genannten Bauten sind die größten pränuraghischen Kultanlagen Sardiniens und zählen europaweit zu den spätesten Megalithanlagen. Die 321 bekannten Gigantengräber sind Monumente der bronzezeitlichen Bonnanaro-Kultur (2.200-1.600 v. Chr.), die Vorläuferkultur der Nuraghenkultur ist.

## Typenfolge
Baulich treten Gigantengräber in zwei Varianten auf. Die Anlagen mit Portalstelen und Exedra gehören zum älteren nordsardinischen Typ. Bei späteren Anlagen besteht die Exedra statt aus monolithischen Stelen, aus einer in der Mitte deutlich erhöhten Quaderfassade aus bearbeiteten und geschichteten Steinblöcken. Das Gigantengrab von Bidistili ist eine gemischte Anlage.

## Beschreibung
Statt der Zentralstele der älteren Anlagen besitzt es einen massiven Trilithenzugang, der von einem gewölbten Auflieger gekrönt wird. Er ist an der Frontseite mit drei artifiziellen Vorsprüngen versehen. Diese langovalen Buckel ersetzen die ansonsten an dieser Stelle befindlichen drei Baityloi einschließlich der Zahnfriese.
Die Kammer ist relativ klein und hat eine Apsis. Die Kammerabdeckung bestand aus großen, rechteckigen Steinplatten. Der Boden der Kammer besteht aus großen Flusskieseln. Als keramische Funde liegen zerscherbte Schalen vor. Das einzige Stück Eisen aus der Periode der Nuraghenkultur wurde hier gefunden.
In der Nähe liegen die Gigantengräber von Madau.